# Саривон
Сариво́н (кор. 사리원시?, 沙里院市?) — административный центр провинции Хванхэ-Пукто, КНДР.

## История
В 1910-1945 гг. развитие здесь текстильной промышленности тормозилось правительством Японской империи (вывозившей из Кореи почти всё текстильное сырьё и поощрявшей ввоз на Корейский полуостров готовых изделий текстильной промышленности из метрополии). В 1945 году это был небольшой город, в котором были две маленькие фабрики.
В ходе Корейской войны 1950-1953 гг. город был разрушен, обе фабрики уничтожены (в мае 1952 года командованием Корейской народной армии было принято решение о строительстве трёх полос обороны, передний край третьей линии обороны КНА проходил по линии Саривон - Сохын - Ичен-Мен - Сэпори - Хвачэнни; запланированные работы по строительству этой линии обороны были в основном выполнены к концу 1952 года), но после окончания боевых действий началось его восстановление. В 1953 году город стал одним из центров текстильной промышленности КНДР.
В 1985-1986 гг. город представлял собой крупный образовательно-культурный и промышленный центр (здесь действовали Саривонский текстильный комбинат, предприятия по выпуску оборудования для сельского хозяйства, горной и лёгкой промышленности, а также ряд предприятий пищевой промышленности), шесть высших учебных заведений (в том числе, сельскохозяйственный институт, геологоразведочный институт и медицинский институт) и более 40 других учебных заведений, Дворец культуры и театр.
В 2003 году адвентисты из США выделили 27 тыс. долларов на реконструкцию детской больницы в Саривоне.
В Саривоне расположены завод калийных удобрений, тракторный завод[уточнить]. В городе есть собственный стадион, ставший известный благодаря массовому гимнастическому мероприятию, проходившего 12 апреля 2012 г.

## Транспорт
Действует троллейбусная система.

## Образование
Сельскохозяйственный университет, Университет геологии, Медицинский университет, два Педагогических университета, фармацевтический колледж.

## Города-побратимы
- Лахор (Пакистан)
- Секешфехервар (Венгрия)

## СМИ
В городе издаётся региональная газета «Хванбук ильбо». Также Саривон является одним из трёх городов, в котором проведён доступ к северокорейской IPTV-системе «Манбан», открывающей доступ ко всем четырём телеканалам и центральному радио, а также специальным видеотекам.

## Фотогалерея

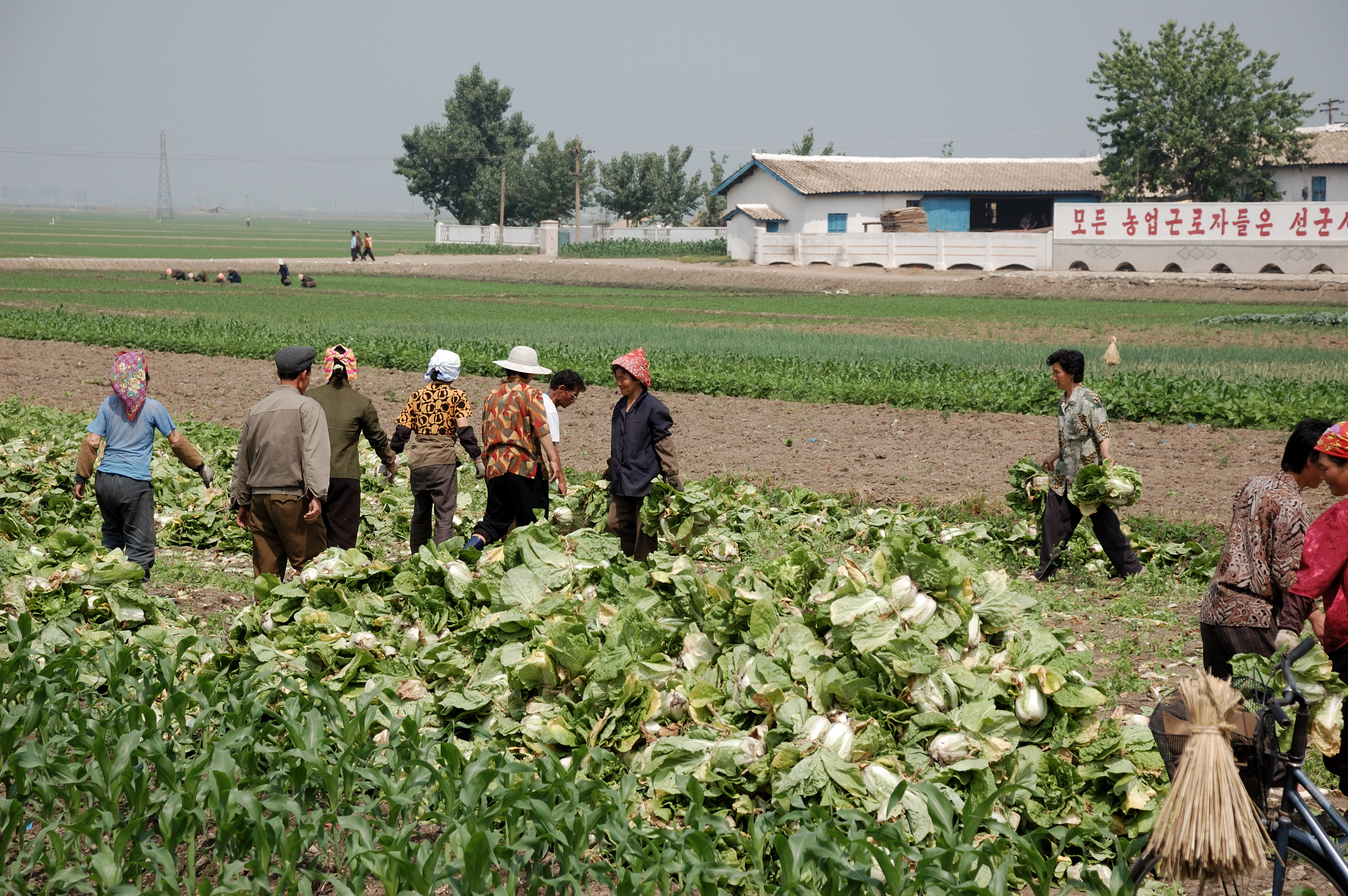
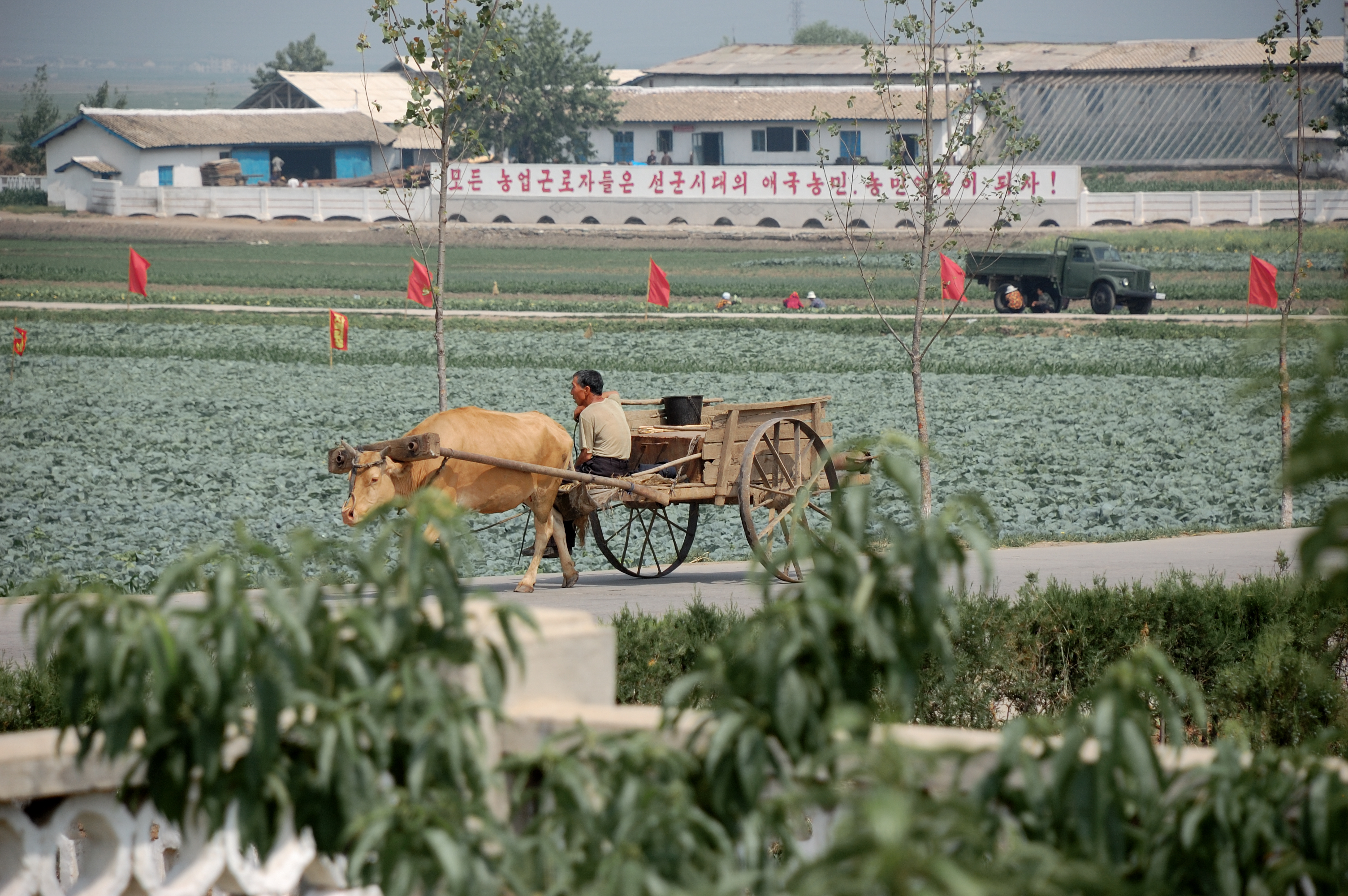
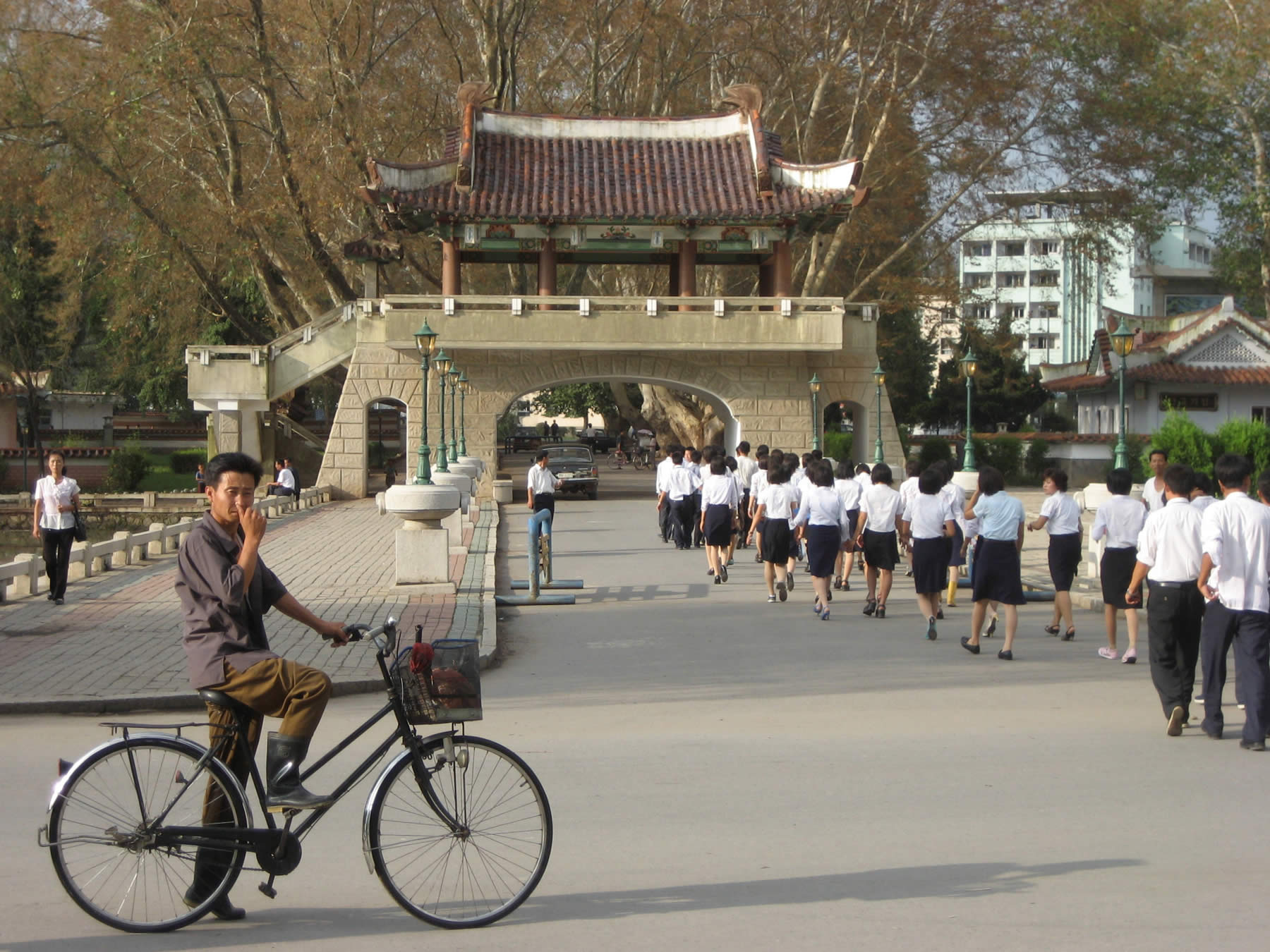